# Fontaine du Parlement
La fontaine du Parlement, construite en 1865, est située place du Parlement à Bordeaux. De style néo-baroque, elle est l'œuvre de l'architecte Louis-Michel Garros et du sculpteur Edmond Prévot. 

## Présentation
La fontaine du Parlement date du Second Empire. Afin de résoudre les problèmes d'alimentation en eau potable de Bordeaux, la municipalité décide la création du nouvel aqueduc de Thil, de 12 kilomètres de long, permettant d'acheminer, au sein de la ville, l'eau d'une source, située à Saint-Médard-en-Jalles. Commencé en 1854, l'aqueduc est mis en service le 15 août 1857. Cette nouvelle infrastructure permet la création de plusieurs fontaines dont celle de la place du Parlement.
La fontaine du Parlement fut installée en 1865, à l'initiative du maire de Bordeaux Guillaume-Henri Brochon. Elle a été dessinée dans un style néo-baroque par l'architecte bordelais Louis-Michel Garros à qui l'on doit également l'hôtel Exshaw, illustration de l'art gothique anglais, sa plus belle réalisation. Autour d'un piédestal se greffent des volutes supportant une vasque d’où émergent des têtes de femmes, celles-ci sont dues au sculpteur bordelais Edmond Prévot (orthographe alternative avec Edmond Prévost),. 
Des mascarons y délivrent l'eau. Son soubassement est composé de grosses dalles de pierre dorées.